# Заслуженный деятель культуры Республики Беларусь
Заслуженный деятель культуры Республики Беларусь (бел. Заслужаны дзеяч культуры Рэспублікі Беларусь) — почётное звание Республики Беларусь.

## Порядок присвоения

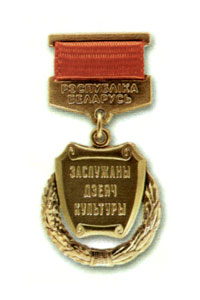
Изображение награды до 2020 года

Почётное звание «Заслуженный деятель культуры Республики Беларусь» присваивается за заслуги в развитии культуры высококвалифицированным работникам учреждений культуры, полиграфии, печати, радио и телевидения, других организаций, в том числе государственных органов, осуществляющих управление и регулирование в сфере культуры, а также писателям, поэтам, участникам самодеятельного творчества, работающим в области культуры пятнадцать и более лет.

## Список Заслуженных деятелей культуры Республики Беларусь
- Басс, Родион Михайлович
- Сипаков, Иван Данилович (1997)
- Аверков, Александр Константинович (2010)
- Виноградова, Инесса Леонидовна
- Игумнова, Алла Михайловна (2013)
- Попов, Анатолий Николаевич (2019)
- Андриевич Владимир Владимирович (2019)
- Савина, Вера Юрьевна (2020)
- Гришкевич, Алина Тадеушевна (2021)[2]
- Гаврилович, Владимир Николаевич (2021)[3]